# Pigæble
Pigæble (Datura) er en slægt med ca. 15 arter, som er udbredt fra det sydlige USA over Mexico og det øvrige Mellemamerika til det nordlige Sydamerika. Det er store, kraftigt voksende, enårige planter (eventuelt kortlevende stauder). Bladene er spredtstillede og store med en lappet eller tandet rand. Blomsterne er oprette eller udspærrede, trompetformede og meget store. Farven varierer fra gul over hvid til lyserød og lysviolet. Frugten er en tornet kapsel med mange, tykskallede frø. Alle dele af planterne er stærkt giftige.
Her omtales kun de arter, som dyrkes i Danmark.
| Arter |

- Pigæble (Datura stramonium)
- Blå pigæble (Datura matel)

Bemærk, at flere arter tidligere har været anbragt i denne slægt, men nu er udskilt i slægten Engletrompet (Brugmansia).